# 苞轴草属
苞轴草属（学名：Humbertochloa），也音译为亨伯特竹属，是禾本科的一属。

## 下属物种
本属包括以下物种：
- Humbertochloa bambusiuscula A.Camus & Stapf
- Humbertochloa greenwayi C.E.Hubb.